# Toxicoscordion nuttallii
Toxicoscordion nuttallii là một loài thực vật có hoa trong họ Melanthiaceae. Loài này được (A.Gray) Rydb. miêu tả khoa học đầu tiên năm 1903.